# Банда Сергея Данильченко
Банда Сергея Данильченко — преступное формирование, совершившее большое количество преступлений в конце 1980-х годов на территории Донецкой области и в других городах СССР.

## История создания
Основателем банды и её бессменным лидером был 22-летний Сергей Леонидович Данильченко по прозвищу «Кувалда». Это прозвище он получил, потому что занимался карате и умел наносить очень сильный удар. Данильченко мечтал о роскошной жизни еще с детства. На криминальный путь стал уже после окончания школы. Начинал с мелких краж, потом решился на разбойные нападения и на убийство. Получил две судимости. После освобождения решил снова заниматься преступной деятельностью. Для этого создал банду. Помимо него, в банду также вошли ранее судимые Геннадий Житник по кличке «Хлыст» и Валерий Синилов. Все трое работали в пожарной части города Горловка Донецкой области Украинской ССР, куда их взяли по халатности работников отдела кадров, пропустивших, что у них были судимости.

## Деятельность банды
В конце 1980-х годов банда совершила большое количество преступлений как на территории Донецкой области, так и за её пределами. Схема их деятельность была следующей: узнавая, у кого могут быть достаточно большие средства, бандиты заявлялись к ним домой и, применяя жестокие пытки, заполучали деньги и ценности. При этом они почти всегда совершали убийства.
Первое преступление Данильченко и Житник совершили в Адлере, жестокими пытками выманив у пожилой женщины 2700 рублей и задушив её после этого. Во время второго адлерского преступления добычей их стало лишь 60 рублей. Убить в этот раз хозяйку дома, в который они забрались, не удалось, так как помешал её сосед. Банда продолжала грабить и убивать в Сочи, Москве, Узбекской ССР, а затем в Донецкой области. Последние убийства сопровождали жестокие пытки раскалёнными утюгами, нагретыми кипятильниками. В одном случае жертвой стал, помимо хозяйки квартиры, её 10-летний сын.

## Арест, следствие и суд
Последнее убийство банда совершила в Горловке — ими был убит один из руководителей шахты имени Ленина Рафаль. Спустя короткое время сотрудники горловской милиции задержали Валерия Синилова, который в камере рассказал о своей причастности к преступлениям банды соседу по камере, оказавшемуся информатором. Вскоре Синилов написал явку с повинной. Следом за ним были арестованы и Данильченко с Житником. Донецкий областной суд приговорил всех троих членов банды к высшей мере наказания — расстрелу. Бандиты очень тяжело восприняли смертный приговор суда. Надеялись на пощаду. Но Верховный Суд Украины оставил приговор без изменения. По утверждению некоторых СМИ, приведённый в исполнение смертный приговор в отношении Данильченко, Житника и Синилова стал последним на Украине.

## Документальные фильмы
- «Маска смерти» — фильм из цикла «Следствие вели», эфир от 3 апреля 2009 года.